# 中密歇根大学
中密西根州立大學 (Central Michigan University "CMU") 是美国的一所研究型州立大學，位於密西根州芒特普莱森特。有將近27,000名學生，其中將近20,000人為大學部學生，另有7000人选择网上教育。中密提供學生27種不同學位及約120 主修（包含學士、碩士、以及博士）分別分布在9所學院中。

## 教學

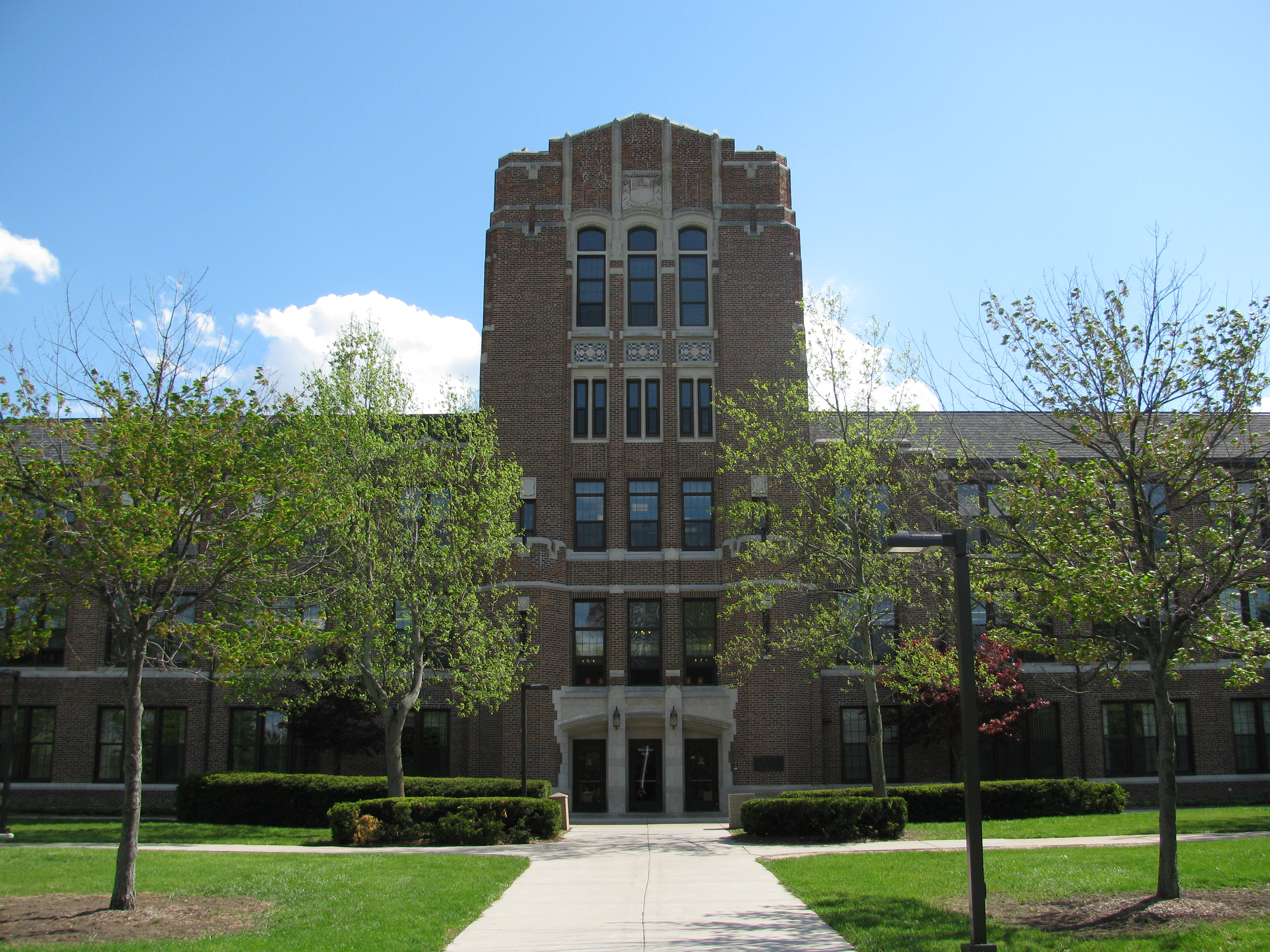
主大樓

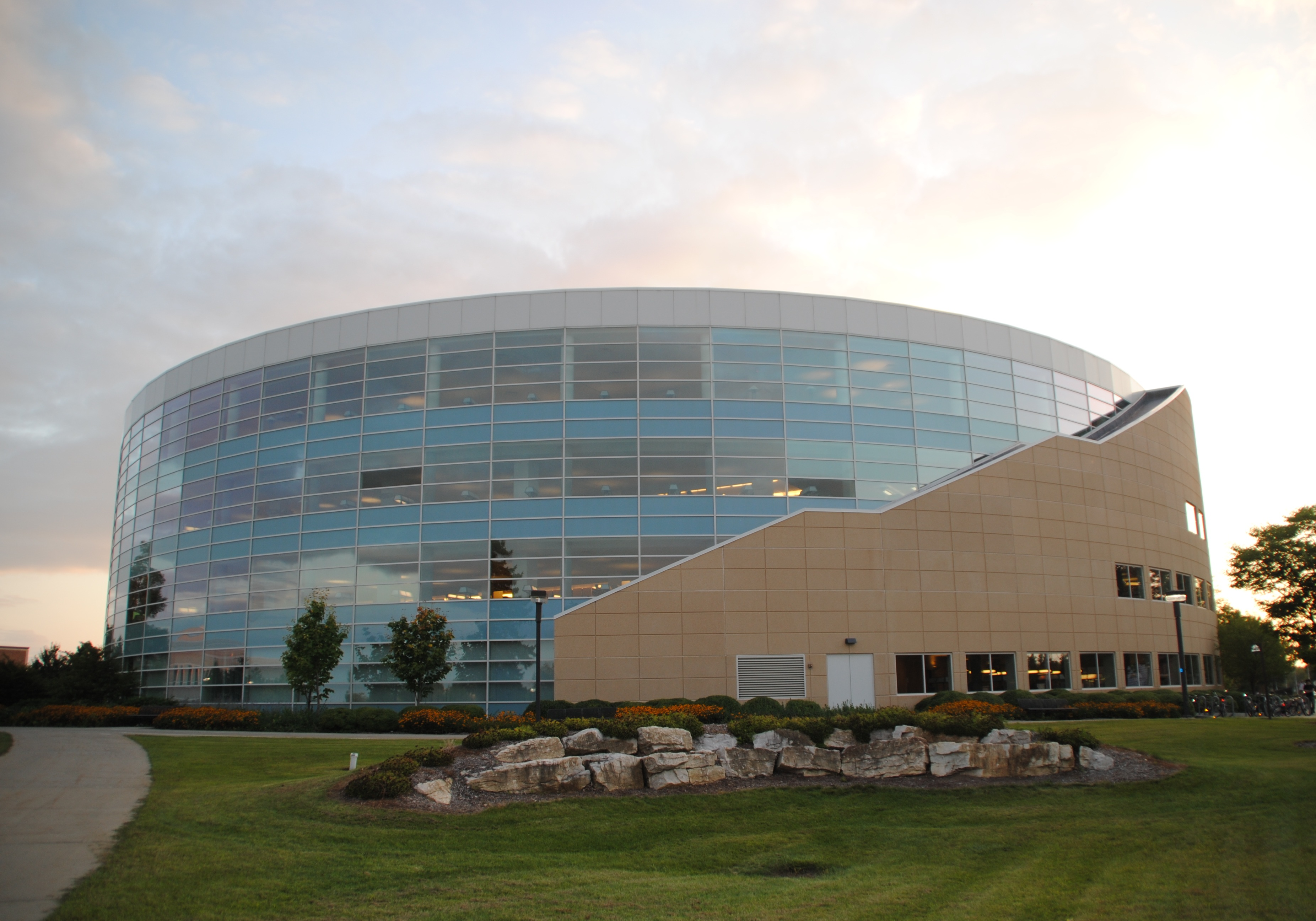
查爾斯 V. 帕克 圖書館

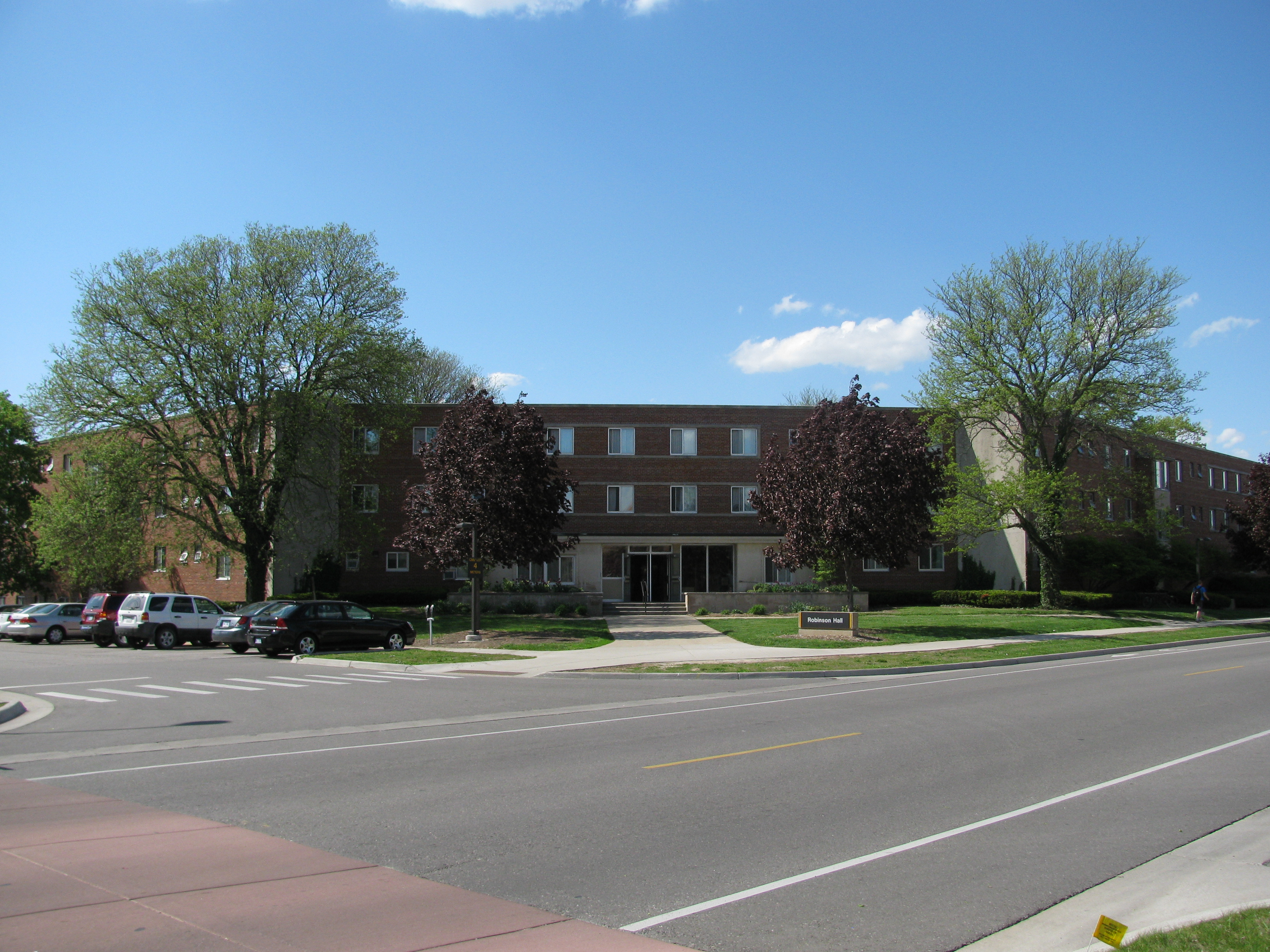
北大樓

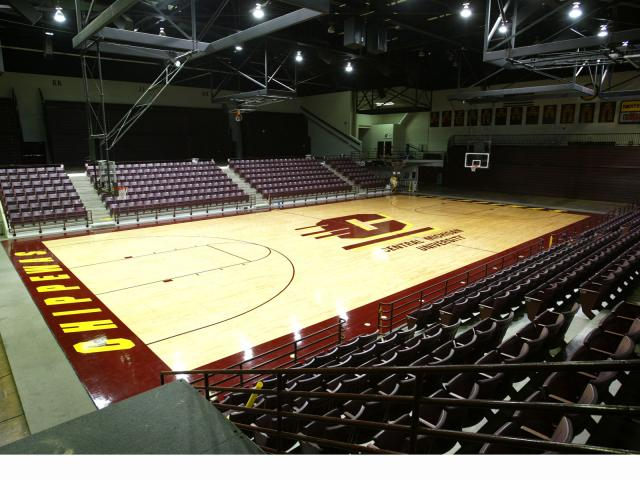
主體育館

中密西根州立大學提供學士學位，碩士學位，特殊學位 以及 博士學位。大學部學生 可從150種不同的類別中，選擇超過3,000種不同的課程，此外研究生可選擇超過60種不同類別。學校提供25種不同領域的各種學位。 
CMU 擁有8個學院：
- 商學院
- 通訊與人文藝術學院
- 教育與人類服務學院
- Herbert H. 與 Grace A. Dow 健康學院
- 人文社會與行為科學學院
- 自然科學與科技學院
- 研究學院
- 教育學院
- 醫學院 (2013年招收)

校園內的學術研究工作是由近年完工的查爾斯 V. 帕克 圖書館提供，此圖書館館藏100萬本，且可容納2,655人。

## 校史
為使密西根能有受過良好訓練的教職人員，密西根州政府於1892年9月13日成立中密西根师范學校Central Michigan Normal School 最初只有31 名學生
該校在1927年重新命名為中部州立師範學院Central State Teacher's College，並於1941年更名為中密西根教育學院Central Michigan College of Education於1955易名為中密西根學院Central Michigan College，於1959年後則改制為中密西根州立大學Central Michigan University此名沿用至今。

## 傑出校友
- Danelle Gay, 密西根小姐 2006
- Dick Enberg, CBS 體育評論
- 傑夫·丹尼爾, 演員
- 克里斯·卡曼, NBA 現役 洛杉磯快艇隊球員
- 丹·马尔利, NBA 前 鳳凰城太陽隊球員
- 拉里·喬·坎貝爾, 演員
- Carter Oosterhouse, 演員

## 体育

校队标志

該校的体育项目隶属于NCAA第一级别，其绝大部分的校队都参加中美国联盟（MAC）的比赛。校队被称为奇珀瓦人（Chippewas），标志为一个大写的“C”字母。2005年，NCAA曾将其列入“使用潜在敌意或辱骂性的名称”的校队名单，中密西根州立大學在附近萨吉诺奇珀瓦部落的支持下提出上诉并获得了豁免。其美式足球队曾培养过安东尼奥·布朗和乔伊·斯坦利等球星。
目前该校有5个男子项目球队和11个女子项目球队参加NCAA比赛。美式足球队主场为凯利/肖茨体育场，座位数30,255个。篮球队主场为麦奎克竞技场，座位数5,300个。

## 學生團體
國際榮譽組織：Alpha Iota Delta - Sigma Mu
男性學生團體(又名:兄弟會):Sigma Chi, Sigma Alpha Epsilon, Alpha Chi Rho, Phi Sigma Phi, Lambda Chi Alpha, Phi Kappa Tau, Sigma Pi, Delta Chi, Phi Sigma Kappa, Pi Kappa Phi, Beta Theta Pi, Sigma Tau Gamma, Alpha Sigma Phi,和Sigma Lambda Beta. 
女性學生團體(又名:姐妹會):Delta Phi Epsilon, Sigma Sigma Sigma, Phi Sigma Sigma, Zeta Tau Alpha, Alpha Gamma Delta, Sigma Kappa, Phi Mu, Delta Zeta, Alpha Sigma Tau, Alpha Chi Omega,和Alpha Sigma Alpha.
華人學生團體: 活水華人團契 (Living Water Chinese Fellowship). 中國學生會.  台灣學生及教職員協會.

## 外部連結
- 學校網站 （页面存档备份，存于）
- 學生運動員網站 （页面存档备份，存于）
- Central Michigan Life, CMU校園報（每週三版8月-5月，暑期每週一版） （页面存档备份，存于）
- Central Michigan University Public Broadcasting （页面存档备份，存于）
- USNews College Review （页面存档备份，存于）
- Selectivity, enrollment, pricing and attendance stats （页面存档备份，存于）
- 學生留言板 （页面存档备份，存于）
- 圖書館網站 （页面存档备份，存于）